# Волков, Вадим Васильевич
Вадим Васильевич Волков — российский физик, доктор физико-математических наук, профессор, лауреат Государственной премии СССР и премии им. Г. Н. Флерова.

## Биография
Родился 8.02.1923 г., станица Челбасская Каневского района Краснодарского края.
В 1941—1946 годах служил в РККА, участник Великой Отечественной войны, дважды был ранен.
Окончил физфак Московского государственного университета им. М. В. Ломоносова (годы учёбы 1940—1941, 1946—1950).
В 1950—1956 годах младший научный сотрудник ИФП АН СССР.
В 1955 году защитил кандидатскую диссертацию по результатам исследования d+d реакции.
В 1956—1960 годах научный сотрудник ЛИПАН и Института атомной энергии.
С 1960 году начальник сектора, ведущий научный сотрудник, ведущий научный сотрудник-консультант Лаборатории ядерных реакций им. Г. Н. Флерова ОИЯИ.
Специалист в области исследования ядерных реакций многонуклонных и глубоконеупругих передач, получения нейтронообогащенных легких нуклидов, формирования составного ядра при слиянии сложных ядер.
Доктор физико-математических наук, профессор.
Соавтор научного открытия «Явление глубоконеупругой передачи нуклонов в ядерных реакциях».

## Научные труды
- Монография «Ядерные реакции глубоконеупругих передач» и статей в области физики тяжелых ионов.
- Ядерно-физические исследования с тяжелыми ионами : избранные работы / В. В. Волков ; Объед. ин-т ядер. исслед. — Дубна : ОИЯИ, 2012. — 390 с. : ил. ; 22 см. — Библиогр.: с. 376—384. — 400 экз. — ISBN 978-5-9530-0322-3

## Награды
- Орден Красной Звезды
- Орден Отечественной войны 1-й степени
- Медаль «За отвагу»
- Медаль «За оборону Москвы»
- Медаль «За взятие Кёнигсберга»
- Медаль «За победу над Германией»
- Медаль «За победу над Японией»
- Орден Почёта (2006)
- Государственная премия СССР (1975 — за цикл работ по синтезу и изучению свойств атомных ядер и границ ядерной устойчивости)
- Премия им. Г. Н. Флерова РАН (1993)